# Latreillia
Latreillia P. Roux, 1830 [in P. Roux, 1828-1830] è un genere di granchi della famiglia Latreilliidae.

## Tassonomia
- Latreillia elegans Roux, 1830
- Latreillia metanesa Williams, 1982
- Latreillia pennifera Alcock, 1900
- Latreillia valida De Haan, 1839
- Latreillia williamsi Melo, 1990